# Synagogue de Tann (1880-1938)

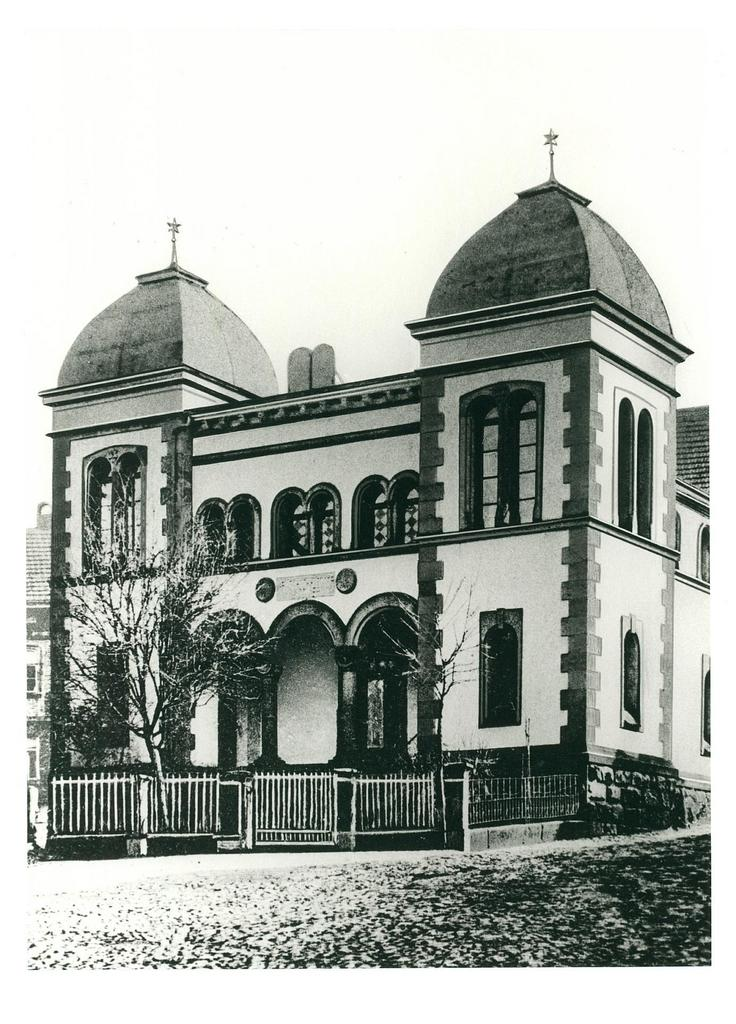
La synagogue de Tann

La synagogue de Tann, inaugurée en 1880, a été vandalisée en 1938 lors de la nuit de Cristal et détruite quelques semaines plus tard par le régime nazi. 
Tann est une petite ville allemande de l'arrondissement de Fulda, dans le district de Cassel (Land de Hesse) à environ 60 km au sud de Cassel. Elle compte actuellement un peu plus de 4 500 habitants.

## Histoire de la communauté juive

### La communauté juive duXVIIIeauXXesiècleavant le nazisme
Il existe une communauté juive à Tann depuis le XVIIIe siècle. En 1750, on compte trois familles juives qui se sont installées quelques années auparavant: Menko Isaak de Barchfeld avec ses fils Isaak (dont descend la famille Freudenthal) et Benjamin (dont descend la famille Goldschmidt), Nesanel ben Jizchok de Netra (actuellement quartier de Ringgau) avec sept fils dont cinq sont les ascendants des familles Rabenstein, Nelkenstock, Sichel, Heilbronn, Jüngster, et Shlomo ben-Yehuda avec ses deux fils Moshe Jizchok (dont descend la famille Moses) et Jehude (dont descend la famille Rosenstock).  
Le nombre des habitants juifs va progresser pendant une grande partie du XIXe siècle, avant de connaitre un certain tassement: de 81 habitants en 1820, on passe à environ 100 en 1845, à 133 en 1871 soit 11,9 % des 1 116 habitants de Tann, à 140 en 1885 soit 12,8 % des 1 090 habitants de la ville. Puis leur nombre décroit à 118 en 1895, soit 11,2 % des 1 052 habitants, et à 98 en 1905 soit 9,1 % des 1 073 habitants. 
Lors de l'immatriculation des Juifs en 1817, on compte 17 chefs de famille dont six sont dans le négoce de bétail, deux dans le commerce des peaux, un négociant en volaille et les autres des commerçants, auquel s'ajoute Michael Wolf né à Zeil, enseignant. 
Vers la fin du XIXe siècle, les membres de la communauté juive font partie de la classe moyenne aisée. Elle possède une synagogue, une école élémentaire juive (de 1830 jusqu'à 1933), un Mikvé (bain rituel) et un cimetière. En 1892-1893, la communauté dépend du rabbinat de district de Gersfeld, puis du rabbinat provincial de Fulda. En plus du rabbin, la communauté embauche pour les devoirs religieux un enseignant qui est en même temps Shohet (abatteur rituel) et Hazzan (Chantre de la synagogue): Michael Wolf est l'enseignant lors de l'immatriculation de 1817. Il est suivi de 1830 à 1871 par Michael Goldeberg, décédé en 1879 à Geisa, de 1872 à 1921 par Leopold (Levy) Hecht, de 1921 à 1931 par Sebald Müller,  puis de 1931 à 1933 par Samuel van der Walde. L'école élémentaire est fermée en 1933, et seul demeure un enseignement religieux dispensé par l'enseignant Okolica. Le nombre d'élèves ayant fréquenté l'école est de 32 en 1876; 25 en 1886; 35 à 37 en 1892-1893; mais seulement 9 en 1902 et 7 à 11 de 1924 à  1928. 
Lors de la Première Guerre mondiale, la communauté juive perd cinq de ses membres tombés au front.     
En 1924, le nombre de Juifs vivant à Tann est encore de 89 soit 7,2 % de la population totale de 1 231 habitants. À cette date, les responsables de la communauté sont Hermann Heilbronn, Max Michael Freudenthal, Moritz Nelkenstock et Sally Jüngster. Plusieurs associations viennent en aide aux membres de la communauté: La Chewra Habachurim (Association des hommes) fondée en 1830 et dirigée par Leopold Jüngster de 1924 à 1932, avec 25 adhérents en 1924 et 15 en 1932; la Chewra Schlischi (Association du mardi) dirigée en 1924 par Menko Heilbronn et en 1932 par Mosche Heilbronn, avec 15 membres; la Chewras Noschim (Association des femmes), fondée en 1880 avec pour but de venir en aide aux personnes dans le besoin, dirigée en 1924 par  Mmes Eva Heilbronn et Clara Jüngster avec 27 membres et en 1932 par Mme Eva Heilbronn seule avec 25 membres; une branche locale de la Central-Verein deutscher Staatsbürger jüdischen Glaubens (Association centrale des citoyens allemands de religion juive), dirigée en 1924 par Menko Heilbronn et l'enseignant Sebald Müller. En 1932, le président de la communauté est Max Michael Freudenthal, avec pour vice-présidents Moritz Nelkenstock et Sally Jüngster. En 1931/1932, dernière année avant sa fermeture, l'école élémentaire accueille dix élèves qui étudient avec Samuel van der Walde, l'enseignant, Shohet et Hazzan de la communauté.  

### La communauté juive sous le nazisme
En 1933, à l'arrivée au pouvoir d'Hitler, 72 personnes de confession juive habitent en ville, soit 5,7 % de la population de 1 292 habitants. Au cours des années suivantes, en raison du boycott économique, de la marginalisation croissante et de la répression, une partie des membres de la communauté quittent la ville pour se réfugier dans les grandes villes ou émigrer à l'étranger. 14 personnes partent aux États-Unis, huit en Palestine et quatre en Angleterre. Six personnes décèdent à Tann entre 1933 et 1938 et 21 s'installent à Francfort-sur-le-Main. 
Lors de la nuit de Cristal, du 9 au 10 novembre 1938, la synagogue est profanée mais n'est pas incendiée. Plusieurs commerces et maisons juives sont pillés et détruits. L'Ortsgruppenleiter, chargé du pillage, complètement ivre, donne l'ordre d'emprisonner le marchand de bestiaux Max Freudenthal et l'enseignant juif Okolica dans le Klashaus (ancient hospice), situé en face du cimetière. Freudenthal est roué de coup. La voiture du marchand de vêtements Jüngster est jeté dans un étang près de la rivière Ulster. L'enseignant Okolica réussit, avec l'aide de deux employés des chemins de fer à s'enfuir de Tann par le train. 
Après 1938, les familles juives restantes doivent vendre leur maison. En 1942-1943, les derniers habitants juifs sont déportés vers les camps d'extermination de l'Est. Le mémorial de Yad Vashem de Jérusalem et le Gedenkbuch - Opfer der Verfolgung der Juden unter der nationalsozialistischen Gewaltherrschaft in Deutschland 1933-1945 (Livre commémoratif – Victimes des persécutions des Juifs sous la dictature nazie en Allemagne 1933-1945) répertorient 46 habitants nés, ou ayant vécu longtemps à Tann parmi les victimes juives du nazisme.

## Histoire de la synagogue

### La première synagogue
Dès la seconde moitié du XVIIIe siècle, les familles juives mettent en place une salle de prière. On ignore quand la première synagogue a été construite. On sait que lors de l'incendie du 30 avril 1879, qui ravage la ville, la synagogue ainsi que l'école juive sont détruites en même temps que 150 autres bâtiments de la ville. 
« Je suis l'homme qui a vu la misère / sous la verge de sa fureur. (Livre des Lamentations 3:1). Avec cette lamentation des prophètes, j'ouvre un triste constat. Notre communauté sœur de Tann V.D. Rhön, province de Hesse, a été en proie hier à un terrible malheur. Hier matin à 10 heures, le feu s'est déclenché dans un bâtiment de ferme et s'est propagé à la moitié de la ville. Environ 150 bâtiments ont été transformés en ruine en quelques heures par l'élément dévastateur porté par un violent vent de nord-est, se moquant des efforts humains. La communauté juive a été particulièrement touchée par cette catastrophe; 16 familles juives ont perdu tous leurs biens. La synagogue, l'école israélite et d'autres bâtiments publics municipaux ont été détruits. Heureusement, tous les rouleaux de Torah ont été sauvés. La détresse et la douleur, la compagne habituelle de ces incidents, sont indescriptibles, car la plupart des personnes touchées manquent de toutes les commodités nécessaires. La communauté israélite de Tann peut être décrite comme exemplaire: la véritable vie religieuse et les anciennes coutumes juives sont ancrées dans la chair et le sang de la population israélite…
Des besoins de toutes sortes pour la vie courante, en particulier de la lingerie, des vêtements, de la literie, etc. sont nécessaires d'urgence. La rédaction et le service expédition du Israelit sont disposés à se consacrer à cet objectif humain: nous serons heureux de recevoir des dons en argent et de les transmettre aussi rapidement que possible. Les dons charitables doivent être envoyés directement au courageux Mr Freudenthal ou au digne enseignant israélite Mr Hecht.  »
L'appel aux dons pour les sinistrés, ainsi que pour la reconstruction de la synagogue est relayé par les journaux juifs. En juin 1879, l'enseignant H. Blank de Geisa, renouvelle l'appel dans Der Israelit:
« Le sort de notre congrégation sœur sinistrée de Tann dont la vie communautaire a été si brusquement ébranlée, est toujours présent à notre esprit. Même si des cœurs charitables ont pu rendre le sort de cette malheureuse communauté plus supportable, il faudra probablement des années avant que disparaissent tous les séquelles de cette catastrophe. Ce qui touche le plus durement la communauté israélite, c’est la perte de leur lieu de culte, le refuge de l’Israélite pieux dans toutes les vicissitudes de la vie. En raison du manque important de logement dans la ville, il n'est même pas possible de trouver un espace approprié, pour la ferveur religieuse qui émerge encore plus dans de tels moments funestes. Plus de Shabbat et plus de jours de fête est la complainte que nous entendons partout là-bas! Cela montre de nouveau le sens religieux des israélites de Tann, qui estiment devoir mettre de côté tous leurs autres intérêts pour leur devoir le plus urgent qui est la renaissance de leurs institutions rituelles… »
À la suite de la grande collecte de fonds initiée par les annonces répétées dans les périodiques juifs, une grande partie de l'argent nécessaire pour la construction d'une nouvelle synagogue est recueillie rapidement et les travaux peuvent être lancés avant même la fin de l'année 1879 afin que celle-ci soit terminée pour les fêtes de Tishri de 1880.

### La nouvelle synagogue
La nouvelle synagogue est inaugurée solennellement le 17 septembre 1880. L'enseignant Leopold Hecht conduit le cortège inaugural, qui se rend de la mairie à la synagogue. Il est suivi par les jeunes de l'école israélite, les jeunes adultes, les femmes, les porteurs des rouleaux de Torah, des délégations et des représentants des différentes associations, et des fidèles de la communauté. Le rabbin provincial, le Dr. Cahn de Fulda prononce le discours inaugural. Le clergé et les enseignants des autres confessions sont présents ainsi que les représentants des autorités ecclésiastiques et municipales. La synagogue est un bâtiment imposant, d'inspiration mauresque, située sur la Synagogenplatz à l'intersection de la Heiligengasse et de la Kleine Marktstraße, à proximité immédiate de la mairie, de la place du marché et de l'église protestante de la ville.
En 1903, des voleurs s'introduisent dans la synagogue: 
« Un cambriolage a été commis la nuit dernière dans la synagogue locale. Le voleur a pénétré par une fenêtre et a brisé les quatre troncs de quête; les serrures plutôt solides ont été retrouvées ce matin sur le sol. Le voleur a pu mettre la main sur une somme assez importante..  »
Lors de la nuit de Cristal, la synagogue est gravement endommagée. Le matin du 9 novembre 1938 (d'autres sources font état du 7 novembre), des hommes du Reichsarbeitsdienst (Service du travail du Reich) défilent dans la ville en chantant des chansons antisémites. Vers 19 heures, selon l'enseignant Okolica, des membres de la SA de Günthers, un faubourg de Tann (maintenant quartier de Tann) se rendent à vélo à Tann pour lancer la destruction de la synagogue. Selon d'autres sources, ce serait des SA de Geisa en civil. La synagogue est profanée et vandalisée. Les rouleaux de Torah et les livres de prière sont jetés dans la rue. La synagogue n'est pas incendiée selon des rapports de témoins oculaires par risque de propagation de l'incendie aux maisons voisines et par l'intervention du chef des pompiers. Une semaine après les faits, le bourgmestre Bott propose au service des bâtiments de Fulda d'utiliser la synagogue comme salle de sport et salle de réunion. Le projet est refusé et fin 1938, la destruction de la synagogue est ordonnée.

### La commémoration de la destruction de la synagogue
En 1966, une plaque commémorative est placée sur le site de la synagogue détruite. 
En 1991, une pierre commémorative en marbre blanc sculptée en Israël, est ajoutée avec l’inscription suivante:
« Zum Gedenken an unsere verfolgten, vertriebenen und ermordeten jüdischen Mitbürger
Gott, gedenke an deine Gemeinde, die du vor Zeiten erworben hast
 (À la mémoire de nos concitoyens juifs persécutés, expulsés et assassinés
 Dieu, souviens-toi de ton peuple que tu as acquis autrefois (Livre des Psaumes 74:2) ). »
En 2008, une refonte de la place de la synagogue est entreprise à l'initiative du KGV (Kultur und Geschichtsverein), association culturelle et historique de Tann, comme l'indique son site:  
« Le mémorial sur la place de la synagogue est constitué de pierres de la synagogue de Tann détruite dans le cadre du pogrom de novembre 1938. La synagogue a été démolie à la fin de 1938 et les derniers habitants juifs ont été forcés de quitter la ville. Les pierres de la synagogue ont été découvertes il y a plusieurs années dans les fondations d'un entrepôt de bois près de la rivière Ulster. Depuis 2001, le KGV est préoccupé par la question de savoir comment les vingt pierres retrouvées de la synagogue de Tann, détruite en 1938, pourraient être érigées à côté du mémorial existant, afin de rappeler plus de 200 ans d'histoire juive à Tann. Après de longues délibérations et de préparatifs, les membres de l'association culturelle et historique ont érigé sur la place de la synagogue un mémorial composé de pierres de soubassement et de linteaux de fenêtres   reconstitués dans leur agencement d'origine, une arche de métal symbolisant l'une des fenêtres en ruine. Le monument vient compléter la plaque et la pierre commémorative avec lesquelles la ville de Tann commémorait la communauté juive avant même la découverte des pierres de synagogue. Le 15 mai 2008, après de longs préparatifs et en coordination avec la communauté juive de Fulda, une impressionnante inauguration conjointe a été célébrée par la ville de Tann, en présence d'un rabbin, d'un chœur ainsi que du KGV. »